# Graptomyza tibialis
Graptomyza tibialis är en tvåvingeart som beskrevs av Walker 1858. Graptomyza tibialis ingår i släktet Graptomyza och familjen blomflugor. Inga underarter finns listade i Catalogue of Life.